# دبركي
دبركي إحدى قرى مركز منوف التابع لمحافظة المنوفية بجمهورية مصر العربية.

## التاريخ
قرية دبركي من القرى القديمة، حيث وردت باسم «دبركه» في أعمال المنوفية ضمن قرى الروك الصلاحي التي أحصاها ابن مماتي في كتاب قوانين الدواوين، كما وردت باسم «دبركه» في أعمال المنوفية ضمن قرى الروك الناصري التي أحصاها ابن الجيعان في كتاب «التحفة السنية بأسماء البلاد المصرية». وفي العصر العثماني وردت باسم «دبركي» في التربيع العثماني الذي أجراه الوالي العثماني سليمان باشا الخادم في عصر السلطان العثماني سليمان القانوني ضمن قرى ولاية المنوفية، وفي تاريخ 1228هـ/1813م الذي عدّ قرى مصر بعد المسح الذي قام به محمد علي باشا باسم «دبركي» ضمن قرى مديرية المنوفية.
يوجد بالقرية من القرية على كوم أبو زيد الذي عثر فيه على بقايا لوحة من الشست وتمثالا أسدين من الخزف يعودان للعصر البطلمي.

## السكان
بلغ عدد سكان دبركي 17,467 نسمة، حسب الإحصاء الرسمي لعام 2006.